# Люстнер, Отто
Отто Люстнер (нем. Otto Lüstner; 9 апреля 1839, Бреслау — 8 сентября 1889, Бармен) — немецкий скрипач и дирижёр.

## Биография
Второй сын скрипача Игнаца Петера Люстнера. Как и остальные четверо, учился у своего отца, с юных лет играл в струнном квартете под его руководством. Работал в оркестрах Бреслау и Шверина, в 1867—1872 гг. играл первую скрипку в квартете графа Штольберга в Вернигероде. В 1870 г. удостоен звания камервиртуоза герцогства Саксен-Альтенбург. В 1873—1875 гг. капельмейстер оркестра под управлением Б. Бильзе, затем в 1875—1877 гг. придворный концертмейстер Оркестра Зондерсхаузена. Первый исполнитель скрипичного концерта Августа Райссмана (1873). Критика отмечала его «замечательную технику».